# Börstingen
Börstingen ist ein Ortsteil der Gemeinde Starzach im Landkreis Tübingen in Baden-Württemberg (Deutschland).

## Geographie
Börstingen liegt rund neun Kilometer östlich von Horb am Neckar und zwölf Kilometer südwestlich von Rottenburg am Neckar im Neckartal.
1756 entstand an Stelle einer Wasserburg das Schloss Börstingen, heute ein Rehabilitationszentrum, das sich – wie die oberhalb von Börstingen gelegene Weitenburg – im Besitz der Freiherren Raßler von Gamerschwang befindet. Bei Börstingen, auf einem Bergsporn gegenüber von Sulzau, liegt der Burgrest der Burg Siegburg.

### Kohlensäurequellen

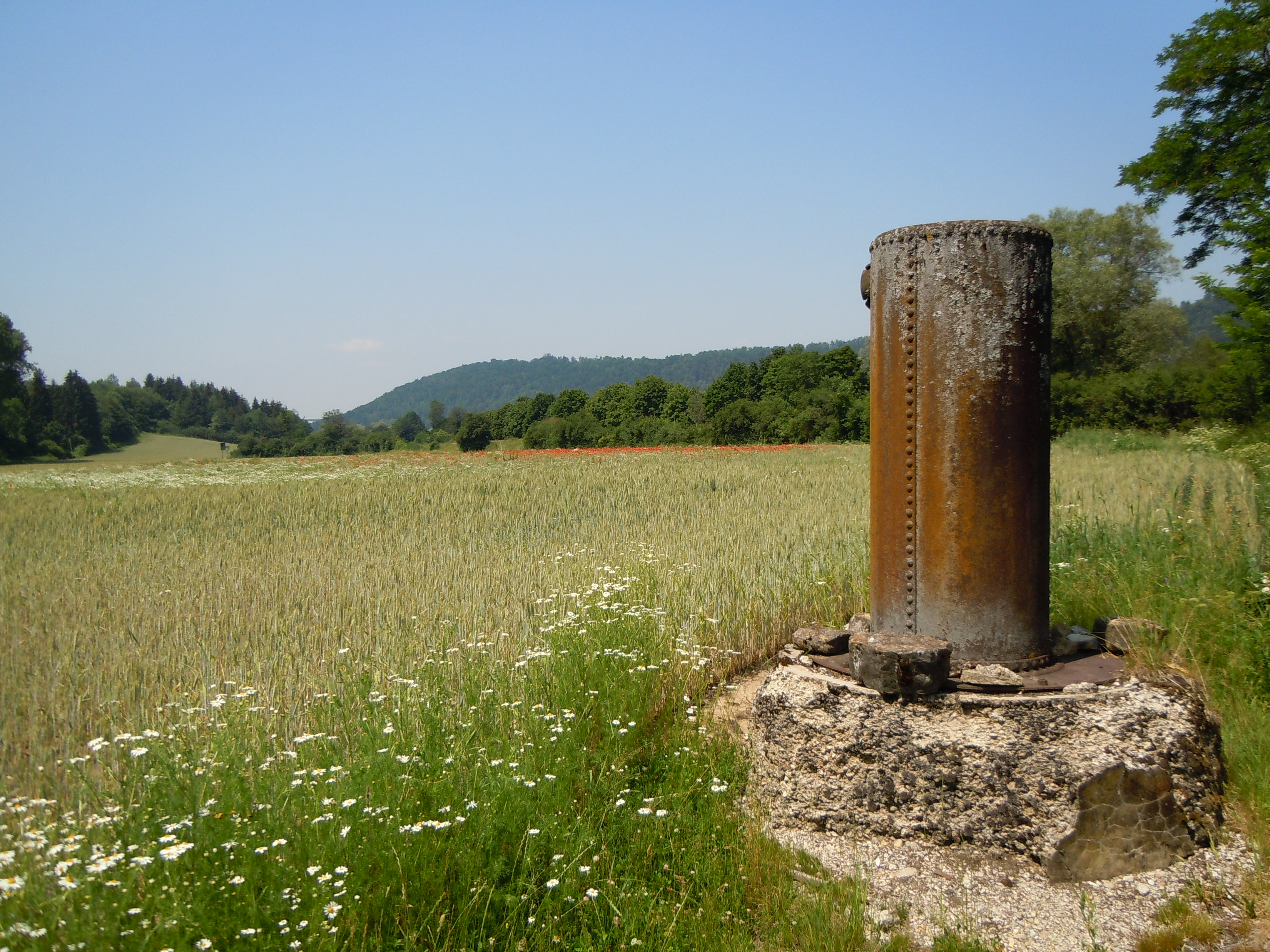
Kohlensäurequelle

Im Neckartal südlich von Börstingen finden sich zahlreiche Kohlensäurequellen.

### Ausdehnung
Die Gemarkungsfläche von Börstingen beträgt 418 Hektar.

## Bevölkerung
Börstingen zählt 712 Einwohner (Stand: Dezember 2015). Bei einer Gemarkungsfläche von 4,18 km² entspricht dies einer Bevölkerungsdichte von 170 Einwohnern pro Quadratkilometer.